# فورت بنینگ
فورت بنینگ (انگلیسی: Fort Moore) پاسگاه ارتش نیروی زمینی ایالات متحده آمریکما در مرز آلاباما و جورجیا واقع شده است. ستاد فرماندهی شاخه زرهی نیروی زمینی ایالات متحده آمریکا در این پایگاه قرار دارد.